# Palu (Elâzığ)
Pour les articles homonymes, voir PALU.
Palu est une ville et un district de la province d'Elâzığ dans la région de l'Anatolie orientale en Turquie.